# Киваев, Анатолий Александрович
Анато́лий Алекса́ндрович Кива́ев (18 марта 1929, Ташкент - 25 января 2014, Москва) - советский и российский офтальмолог, доктор медицинских наук, профессор, заслуженный врач РФ, академик РАЕН, создал специализированную службу контактной коррекции зрения в СССР.

## Биография
Анатолий Александрович Киваев родился 18 марта 1929 в Ташкенте в семье врачей.
В 1953 году окончил лечебный факультет Ташкентского медицинского института.
В 1953-1966 годах работал офтальмологом в Узбекистане (1957–1959 клиническая ординатура Самаркандского медицинского института, в 1964 году защитил кандидатскую диссертацию по теме: "Состояние органов зрения у больных костно-суставным туберкулезом").
В 1966–1968 годах работал в глазном отделении МОНИКИ им. М.Ф. Владимирского (Москва).
В 1968–1971 годах работал в проблемной научно-исследовательской офтальмологической лаборатории ММСИ под руководством профессора Святослава Николаевича Фёдорова.
С 1971 года по 2012 год руководил отделом контактной коррекции зрения Московского НИИ глазных болезней им. Гельмгольца.
В 1983 году защитил докторскую диссертацию по теме: "Контактная коррекция зрения".
В 1988 году присвоено ученое звание профессора.
В 1997 году награждён медалью «В память 850-летия Москвы».
В 2001 году присвоено почетное звание «Заслуженный врач Российской Федерации».

## Научная деятельность
Авторитет Анатолия Александровича Киваева в советской и российской офтальмологии сложно переоценить. А.А. Киваев создал специализированную службу по контактной коррекции зрения в стране: Всесоюзный (1976) и Всероссийский (1986) лечебно-консультативные и научно-диагностические центры контактной коррекции зрения с учебной базой и опытно-экспериментальным производством. Совместно со своими сотрудниками разработал и внедрил в практическое здравоохранение эффективные методы диагностики, систему подбора, конструирования и изготовления контактных линз, новые области их использования (включая лечебные мягкие контактные линзы). Подготовил 11 кандидатов наук. Всероссийский центр контактной коррекции зрения являлся базой для научных исследований в области медицинских и технологических аспектов контактной коррекции, а также ведущим учреждением по подготовке специалистов для практического здравоохранения. За прошедшие годы Центром было подготовлено около 2500 врачей и медицинских оптиков для работы в лабораториях и кабинетах контактной коррекции, функционирующих в России и странах СНГ. Киваев А.А. был автором более 250 научных работ и первого отечественного руководства по контактной коррекции зрения, имел 32 авторских свидетельства на изобретения и 25 патентов за рубежом.
При прямом и самом активном участии А.А. Киваева строился 6-й корпус Московского НИИГБ им. Гельмгольца, предназначавшийся для всестороннего развития контактной коррекции зрения.
А.А. Киваев был членом правления Общества офтальмологов России, многие годы был членом ученого совета Московского НИИГБ им. Гельмгольца.

### Научные публикации
- Публикации в базе Google Scholar
- Публикации в базе данных PubMed

## Память
Проф. Рошаль Л.М. (НИИ Детской хирургии и травматологии, Москва): "У него была непростая жизнь и все делалось в борьбе. Ему мешали до последних дней. Но он же сильный был и твердо шел к цели. Ему трудно было жить, потому что он правдивый. Я в нем всегда видел мудрого друга, которого мы потеряли. Наверное, он чуть чуть рано родился. Сегодня он бы сделал намного больше."
Проф. Тахчиди Х.П. (РГМУ, Москва): "Я тоже из Средней Азии. И МНТК и С.Н.Федоров у нас обоих были в биографии. Конечно, без Анатолия Александровича контактной коррекции в России еще долго не было бы. И мало о ком можно сказать, что он «породил» новое направление в науке. А вот Киваеву это удалось. Это был настоящий человек с позитивным внутренним миром."
Проф. Еричев В.П. (НИИ ГБ РАМН, Москва): "В памяти у нас останутся два главных дела доктора А.А.Киваева: строительство здания и открытие Центра контактной коррекции зрения."
К.м.н. Абугова Т.Д. (главный врач "Оптик-Сити"): "Он научил нас, как добиваться цели и как вообще жить. Мы пришли в отдел сразу после мединститута. И Киваев нам дал карту СССР и флажки. Мы обозначали флажками самые крупные города. Так начиналась служба контактной коррекции. Он «пробил» приказ Минздрава (прим. автора - приказ Министерства здравоохранения СССР N 433 от 30.04.1976 г. "О мерах по обеспечению населения контактными линзами для  коррекции  зрения"), благодаря которому и появился Всесоюзный центр контактной коррекции. Он очень много делал своими руками. И у нас существовал особый дух, который распространялся не только на Центр, но и на все созданные в СССР лаборатории. И руководители лабораторий стали нашими друзьями на долгие годы."
А. Алихани (основатель "Линзмастер"): "Я был потрясен этим известием. Наша дружба началась в 1993 году, когда я приехал в Россию. Анатолий Александрович, как отец, мне всегда советовал нужные вещи. Масштаб его личности - многогранный. Он скромно относился к себе и обладал врожденным чувством юмора. С уходом Анатолия Александровича закончилась целая эра в истории российской оптики."
19 марта 2015 года в Москве в образовательном центре "The Vision Care Institute" был торжественно открыт барельеф заслуженному врачу РФ, основоположнику российской школы контактной коррекции зрения профессору Анатолию Александровичу Киваеву.

## Галерея

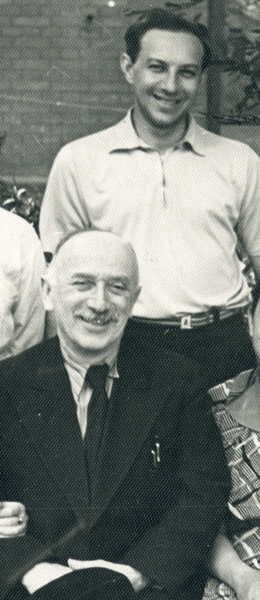
Самарканд, Киваев А.А. с проф. Медведевым Н.И.
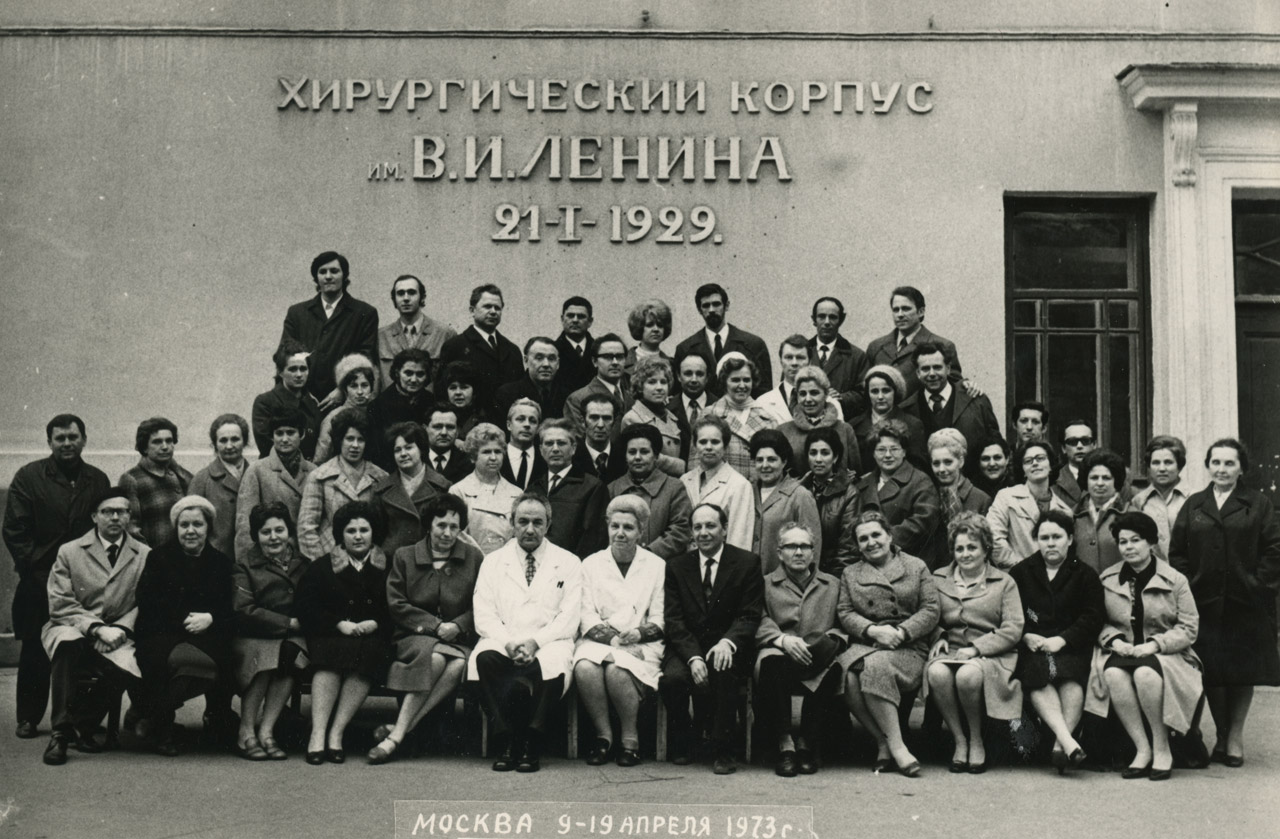
Руководители и сотрудники МНИИГБ им. Гельмгольца. 1973г.
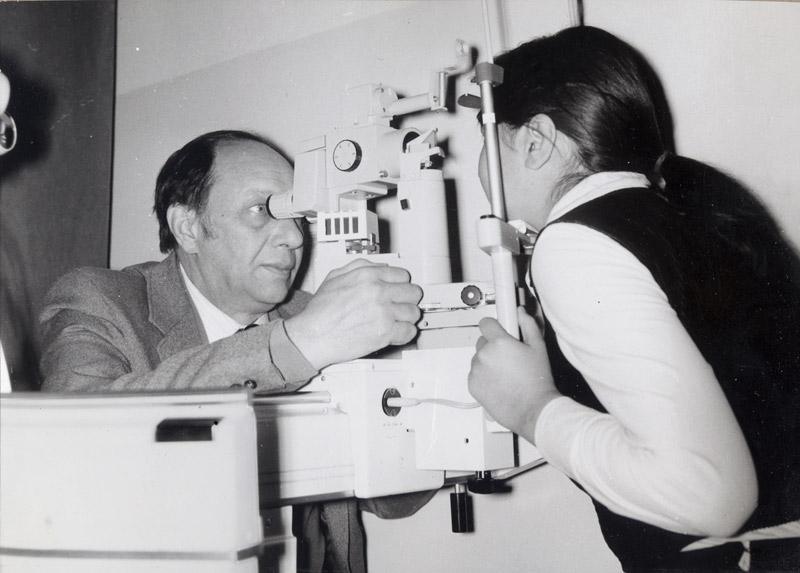
Обследование пациента.
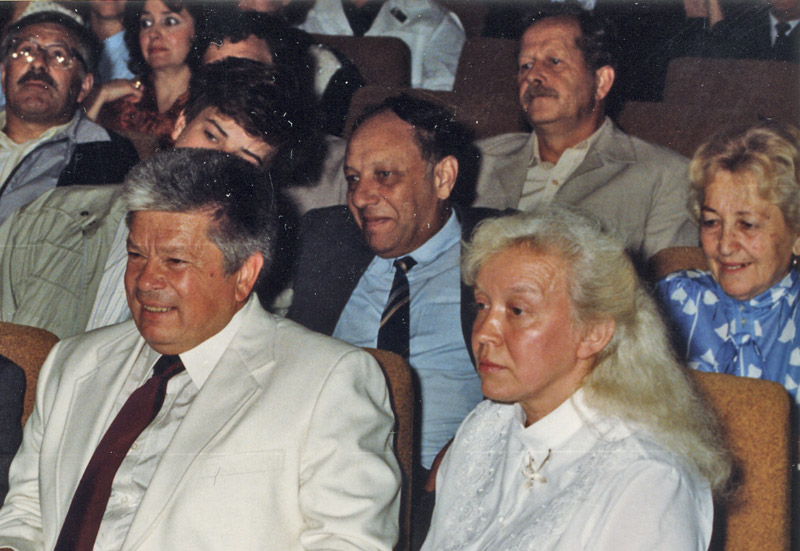
На симпозиуме с академиком С.Н. Федоровым и проф. Ивашиной А.И.
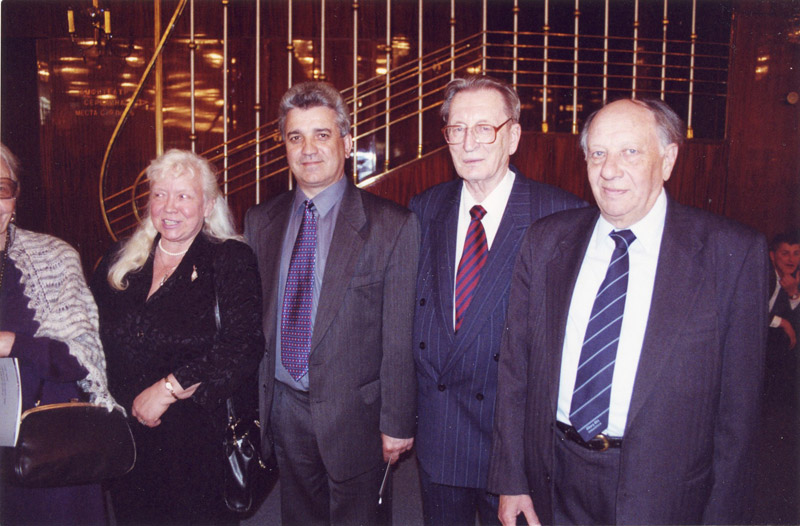
Киваев А.А. с академиком Нестеровым А.П., проф. Ивашиной А.И. и руководителем Хабаровского филиала МНТК проф. Егоровым В.В.
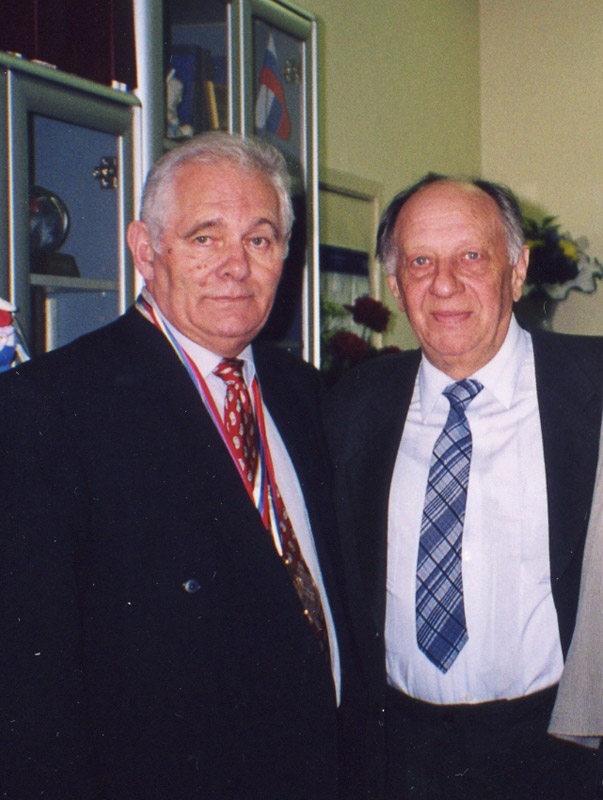
проф. Рошаль Л.М. и Киваев А.А.
Барельеф, посвященный проф. Киваеву А.А. В 2015 году открыт в образовательном центре "The Vision Care Institute".